# Сюй Шуцзин
Сюй Шуцзи́н (кит. трад. 許淑淨, упр. 许淑净, пиньинь Xǔ Shūjìng, род.9 мая 1991) — тайваньская тяжелоатлетка, двукратная олимпийская чемпионка, призёр чемпионатов мира.

## Биография
Сюй Шуцзин родилась в 1991 году в волости Луньбэй уезда Юньлинь. В детстве она занималась баскетболом, а затем увлеклась тяжёлой атлетикой. Отец поначалу был против её увлечения, опасаясь, что поднятия тяжестей затормозят рост девочки, но в итоге смирился.
В 2010 году Сюй Шуцзин приняла участив в Азиатских играх в Гуанчжоу, но заняла там лишь 6-е место. Однако в 2011 году ей удалось завоевать бронзовую медаль чемпионата мира, а в 2012 — серебряную медаль Олимпийских игр, которая позже «стала» золотой, когда дисквалифицировали Зульфию Чиншанло.
В 2014 году спортсменка стала чемпионом Азиатских игр в Инчхоне и установила там мировой рекорд — 233 кг по сумме упражнений.